# Bubber Miley
Bubber Miley, James Wesley Miley (Aiken, 3 aprile 1903 – New York, 20 maggio 1932), è stato un trombettista jazz statunitense, noto soprattutto per la sua militanza nell'orchestra di Duke Ellington quando era ai suoi inizi e per la sua abilità nell'uso della sordina "plunger".

## Biografia

### Giovinezza (1903 - 1923)
Nato in una famiglia di musicisti, a sei anni Miley si trasferì con la famiglia a New York dove a volte faceva il cantante di strada e dove, a quattordici anni studiò trombone e cornetta.
Nel 1920, dopo diciotto mesi di servizio nella Marina Militare, si unì  ad una formazione jazz chiamata i Carolina Five, e vi rimase per i tre anni che seguirono, suonando in piccoli locali e sulle barche che offrivano gite attorno a New York. A diciannove anni, come membro di un spettacolo dal nome The Sunny South Miley fu in tour nel Sud degli Stati Uniti, unendosi poi ai Jazz Hounds di Mamie Smith, come rimpiazzo del trombettista Johnny Dunn. Coi Jazz Hounds Miley iniziò a suonare nei più famosi club di New York City e Chicago. Fu in quest'ultima città che gli capitò di ascoltare la Creole Jazz Band di King Oliver e rimase affascinato dalla tecnica di Oliver con la sordina. Questo lo ispirò a cercare uno stile in cui combinava il suono dello strumento aperto, sordinato, e utilizzato con un caratteristico effetto ringhiante che sarebbe stato chiamato "growl".

### Con Duke Ellington (1923 - 1929)
La sua abilità alla tromba e l'unicità del suo stile fecero notare Miley nell'ambiente musicale di New York, e presto Duke Ellington lo chiamò come sostituto del trombettista Arthur Whetsol. Secondo il sassofonista Otto Hardwick, gli orchestrali di Ellington dovettero praticamente rapire Miley per obbligarlo a partecipare al suo primo incarico con l'orchestra, all'Hollywood on Broadway nel 1923.  All'epoca il gruppo di Ellington - gli Washingtonians - erano formalmente diretti da Elmer Snowden, ma da lì   a pochi mesi Ellington avrebbe assunto ufficialmente l'incarico di leader che svolgeva già da tempo a tutti gli effetti.
Fu quello l'incarico che diede a Miley un posto nella storia del jazz. Bubber fu il solista in molti dei primi successi di Ellington, come: Black and Tan Fantasy, Doin' the Voom Voom, East Saint Louis Toodle-oo e Creole Love Call; spesso anche i temi erano stati ispirati da idee di Miley, che non di rado erano rielaborazione di inni sacri Battisti che venivano cantati nella sua chiesa, pezzi più o meno del tipo di Holy City di Stephen Adams. Assieme al trombonista Tricky Sam Nanton, Miley creò il suono "Wah-wah" che caratterizzò lo stile "Jungle" che caratterizzò i primi anni dell'orchestra. Molti critici hanno attribuito a Miley gran parte del merito del successo di Ellington negli anni del Kentucky Club e del Cotton Club.
Nel 1924, quando era già con Ellington, Miley registrò i brani Down In The Mouth Blues e Lenox Avenue Shuffle come parte di un duo chiamato  The Texas Blue Destroyers, con Alvin Ray all'armonica. I due riuscirono a vendere i due brani (entrambi composti da Ray) a tre diverse etichette discografiche.
Molti colleghi di Miley, tra gli altri Ellington, Nanton, Hardwick, e Harry Carney, descrivono Miley come una persona allegra e piena di gioia di vivere, e in diverse interviste raccontarono numerosi aneddoti su di lui. Allo stesso tempo, Bubber veniva anche ricordato come poco affidabile, e soggetto ad altri problemi legati al suo alcolismo. Fu proprio il suo stile di vita a provocare il suo distacco dall'orchestra nel 1929: la sua influenza sullo stile dell'orchestra, tuttavia, sopravvisse alla sua permanenza e il suo eco si fece chiaramente sentire nel lavoro del suo sostituto Cootie Williams e del successore di questi, Ray Nance.

### Gli ultimi anni (1929 - 1932)
Lasciato Ellington, Miley fu ingaggiato dall'orchestra di  Noble Sissle in viaggio per un tour parigino di un mese. Al suo ritorno a New York, Bubber registrò con molti gruppi sotto la direzione di King Oliver, Jelly Roll Morton, Hoagy Carmichael, Zutty Singleton, e con la "Società di Ballo" di Leo Reisman, col quale si esibì anche dal vivo in un raro esempio (per quegli anni) di afroamericano in una formazione di bianchi: per non incorrere in problemi, Miley si esibiva vestito da cameriere, a lato del palco, o nascosto dietro uno schermo. Nel 1930 Miley incise sei tracce per la Victor Records a capo di una formazione chiamata Bubber Miley and his Mileage Makers, composta da tredici musicisti, tra i quali figurava il clarinettista Buster Bailey.
L'abuso di alcool nel frattempo aveva minato la sua salute. Miley morì di tubercolosi a soli 29 anni, il 20 maggio 1932, mentre era ricoverato su Welfare Island (ora Roosevelt Island) a New York. Pochi mesi separarono la sua morte da quella di un altro famoso trombettista suo contemporaneo e coetaneo, Bix Beiderbecke, anch'egli stroncato dall'alcolismo.